# Ibn ul Chattab
Ibn al-Chattab (Engelse transcriptie: Khattab) (Arabisch: سامر صالح عبد الله السويلم, Samir Salih Abdullah Al-Sulayem)  (Arar, Saoedi-Arabië, 1969 - Tsjetsjenië, 20 maart 2002) was een krijgsheer die actief was in Tsjetsjenië. Hij was vooral bekend als Khattab en Amir Khattab.
Lange tijd was er weinig bekend over de afkomst van Chattab. Pas na het overlijden vertelde zijn broer in een interview dat Chattab was geboren als Samir Saleh Abdullah Al-Suwailem. Chattab was getrouwd met een Dagestaanse en had drie kinderen. Afghaanse mujahideen beweerden dat Chattab tijdens de Sovjet-invasie in Afghanistan bekendstond als Saoedi met oorspronkelijk Koerdische roots.
Chattab verliet op 17-jarige leeftijd Saoedi-Arabië om tegen de Sovjet-Unie te vechten tijdens de Sovjet-invasie in Afghanistan. Na zijn tijd in Afghanistan vocht hij in Tadzjikistan tijdens de Tzjadzjiekse Burgeroorlog, alvorens zich naar Tsjetsjenië te begeven. Chattab heeft zowel tijdens de Eerste als de Tweede Tsjetsjeense Oorlog gevochten.
Chattab heeft samen met Sjamil Basajev gestreden en werd net als Basajev regelmatig in verband gebracht met terrorisme. Chattab was onder andere betrokken bij de invasie van de islamitische rebellen in Dagestan in 1999. Deze invasie leidde tot de Dagestaanse oorlog.
Chattab werd vermoord in de nacht van 19 op 20 maart 2002. Tijdens deze nacht bracht een Dagestaanse boodschapper in opdracht van de Russische geheime dienst (FSB) hem een gifbrief. Chattab werd na zijn overlijden als commandant van de Arabische troepen in Tsjetsjenië opgevolgd door Amir Abu al-Walid. Amir Abu al-Walid kwam zelf in 2004 om het leven.